# Reuzenmolrat

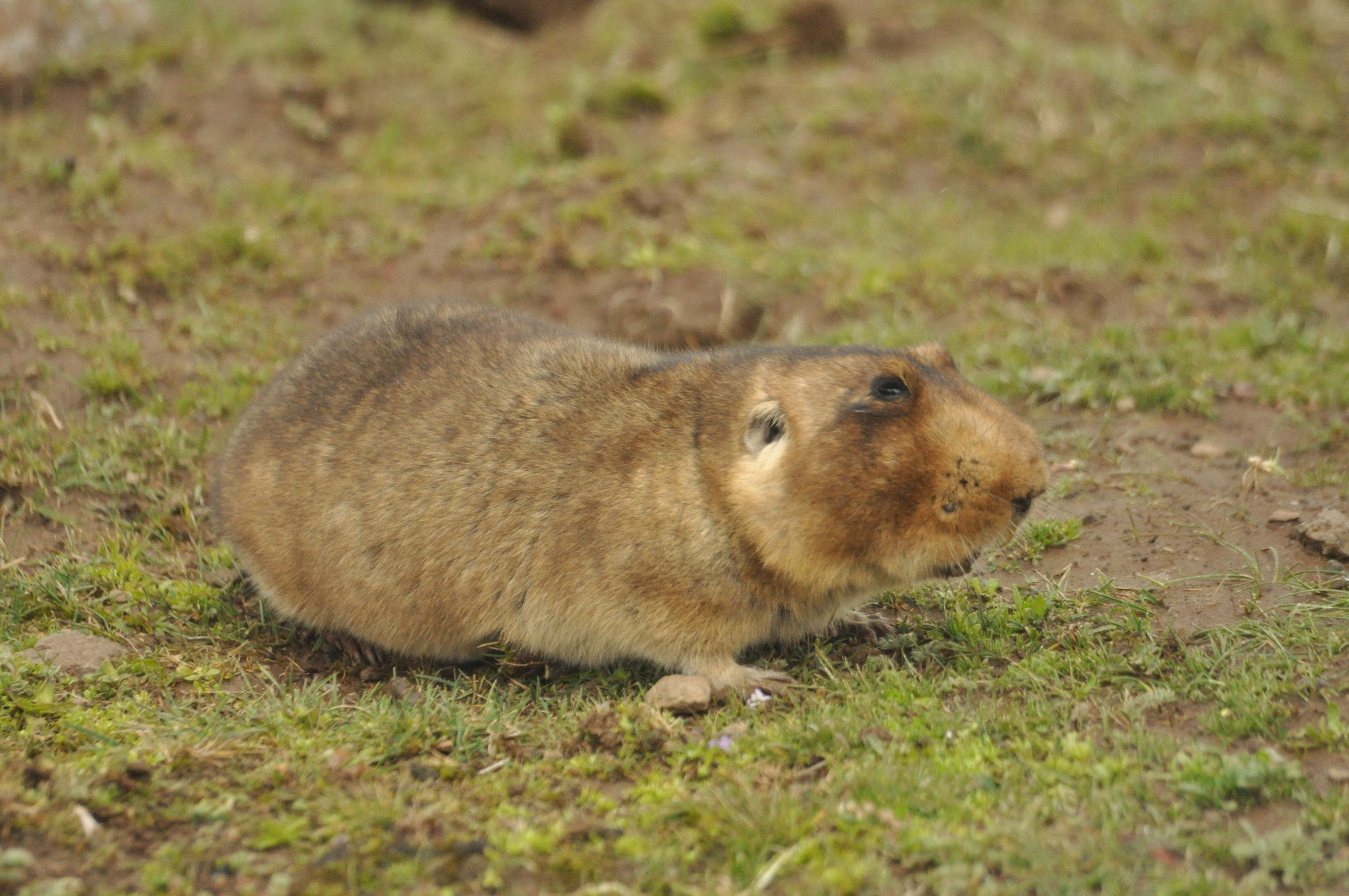
Reuzenmolrat, Bale Mountains

De reuzenmolrat (Tachyoryctes macrocephalus)  is een zoogdier uit de familie van de Spalacidae. De wetenschappelijke naam van de soort werd voor het eerst geldig gepubliceerd door Rüppell in 1842.

## Kenmerken
Dit dier heeft een robuust, met een dikke vacht bedekt lichaam met een stompe, ronde kop met kleine ogen en oren en korte pootjes. Het gebit bevat grote, naar voren stekende, oranjegele snijtanden. De lichaamslengte bedraagt 31 cm, de staartlengte 9 tot 10 cm en het gewicht 350 tot 1000 gram.

## Leefwijze
Het lichaam is geheel aangepast aan de ondergrondse, gravende levenswijze. De woongangen hebben vaak een lengte van meer dan 50 meter. Het dier leeft er meestal alleen. Het dier knaagt aan wortels en andere ondergrondse plantendelen.

## Verspreiding
Deze soort komt voor in bergachtige streken met open habitats in Oost-Afrika, met name in Ethiopië.